# Damernas scullerfyra i rodd vid olympiska sommarspelen 1992
Damernas scullerfyra i rodd vid olympiska sommarspelen 1992 avgjordes mellan den 28 juli och 2 augusti 1992.

## Medaljörer
| Gren        | Guld                                                                | Silver                                                                  | Brons                                                                           |
| Scullerfyra | Tyskland Sybille Schmidt Birgit Peter Kerstin Müller Kristina Mundt | Rumänien Anişoara Dobre Doina Ignat Constanța Burcică Veronica Cochelea | OSS Antonina Zelikovitj Tetiana Ustiuzjanina Ekaterina Karsten Elena Chloptseva |

## Resultat

### A-final
| Placering | Roddare                                                                                      | Land            | Tid     |
| --------- | -------------------------------------------------------------------------------------------- | --------------- | ------- |
| 1         | Sybille Schmidt, Birgit Peter, Kerstin Müller och Kristina Mundt                             | Tyskland        | 6:20,18 |
| 2         | Anişoara Dobre, Doina Ignat, Constanța Burcică och Veronica Cochelea                         | Rumänien        | 6:24,34 |
| 3         | Antonina Zelikovitj, Tetiana Ustiuzjanina, Ekaterina Karsten och Elena Chloptseva            | OSS             | 6:25,07 |
| 4         | Laurien Vermulst, Marjan Pentenga, Anita Meiland och Harriet van Ettekoven                   | Nederländerna   | 6:32,40 |
| 5         | Kristine Karlson, Alison Townley, Serena Eddy-Moulton och Michelle Knox-Zaloom               | USA             | 6:32,65 |
| 6         | Ľubica Novotníková-Kurhajcová, Michaela Burešová-Loukotová, Hana Kafková och Irena Soukupová | Tjeckoslovakien | 7:35,99 |